# Carmelo Viñas y Mey
Carmelo Viñas y Mey (Ciudad Real, 16 de julio de 1898-9 de marzo de 1990) fue un historiador y sociólogo español.
Estudió Derecho y Ciencias Históricas en las Universidades de Barcelona y Madrid y se doctoró en 1918 por esta última materia. Catedrático de Historia de España en la Edad Antigua en la Universidad de Madrid, dirigió los Cuadernos de la Cátedra de Historia Antigua de España y fue miembro de la Real Academia de Ciencias Morales y Políticas (21-05-1957); escribió El estatuto del obrero indígena en la colonización española (1929), El problema de la tierra en la España de los siglos XVI-XVII (1941); Los Países Bajos en la política y en la economía mundiales de España (1944); España y los orígenes de la política social. (Las leyes de Indias) y, con Luis Redonet y López-Dóriga, El pensamiento filosófico alemán y los orígenes de la Sociología (1957), así como gran número de estudios y artículos especializados, centrados algunos en el conocimiento del derecho colonial español.
Editó los Escritos sociales del humanista Pedro de Valencia (1945) y, en compañía de Felipe Ramón Paz, las Relaciones histórico-geográfico-estadísticas de los pueblos de España hechas por iniciativa de Felipe II de España en cinco gruesos tomos referidas a la Provincia de Madrid (1949), Reino de Toledo (1951 y 1963) y Ciudad Real (1971).
- Datos: Q5752402